# Le Château-d’Oléron
Le Château-d’Oléron – miejscowość i gmina we Francji, w regionie Nowa Akwitania, w departamencie Charente-Maritime.
Według danych na rok 1990 gminę zamieszkiwały 3544 osoby, a gęstość zaludnienia wynosiła 226 osób/km² (wśród 1467 gmin regionu Poitou-Charentes Le Château-d’Oléron plasuje się na 59. miejscu pod względem liczby ludności, natomiast pod względem powierzchni na miejscu 553.).